# AirWatch

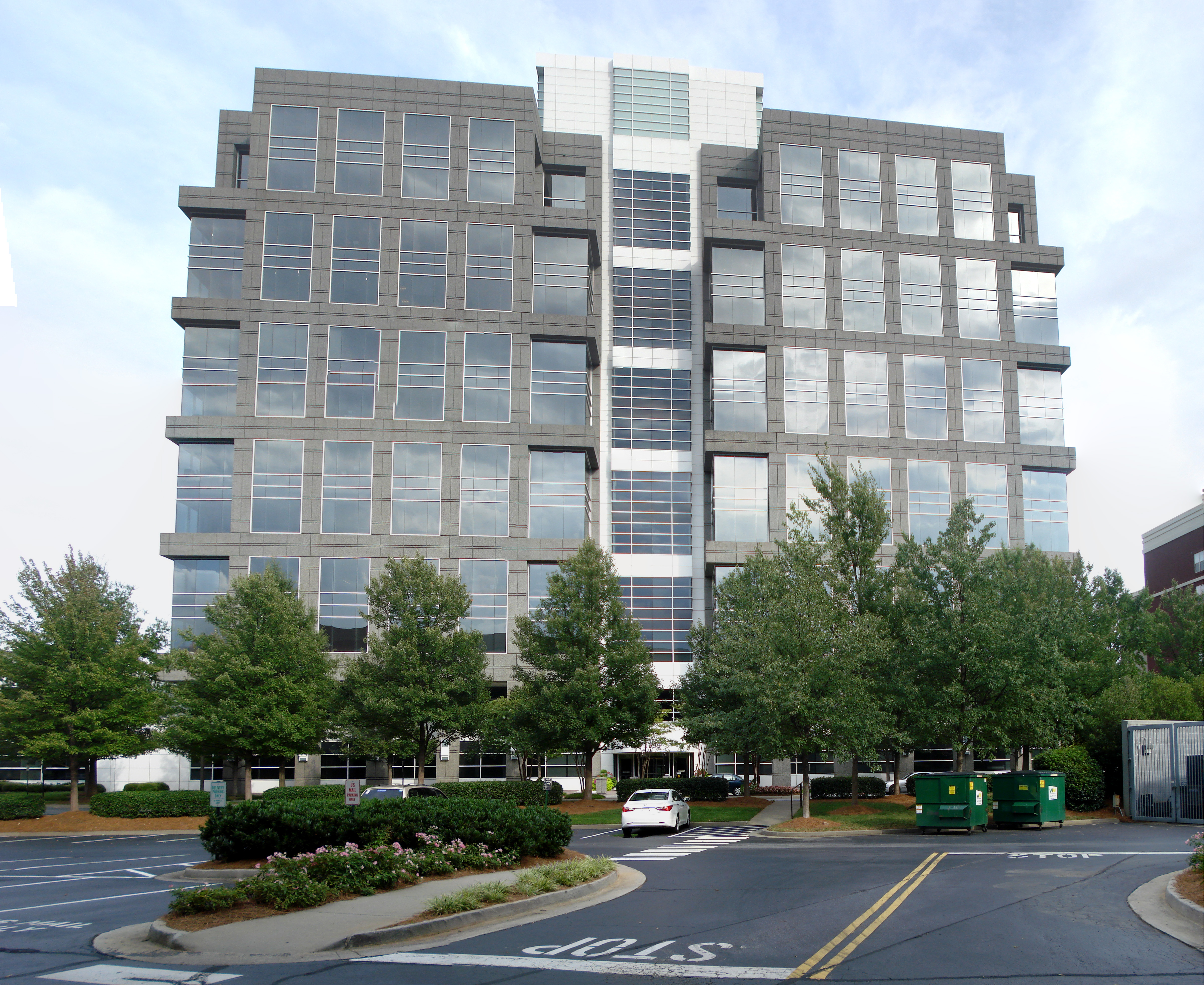
Airwatch Hauptquartier in Sandy Springs

VMware AirWatch ist ein US-amerikanischer ansässiger Anbieter von Enterprise-Mobility-Management-Software und eigenständigen Managementsystemen für Inhalte, Anwendungen und E-Mails mit Sitz in Atlanta.

## Geschichte
AirWatch wurde 2003 als Wandering WiFi von John Marshall, der als Präsident und CEO tätig war, gegründet. Alan Dabbiere ist seit 2006 Vorsitzender. Im Februar 2013 erhielt AirWatch seine erste Finanzierungsrunde von Insight Venture Partners und Accel Partners. Im Juli 2013 erwarb das Unternehmen die MSP (Mobility Services Platform) von Motorola Solutions, um sein Portfolio um robuste Geräte zu erweitern. Am 24. Februar 2014 wurde das Unternehmen von VMware, Inc. übernommen und in VMware AirWatch umbenannt. Im Mai 2018 wurde das Unternehmensprodukt mit dem Release der Version 9.4 in Workspace ONE UEM umbenannt. Der Name AirWatch bleibt nun nur noch als Teil von AirWatch Express für kleine und mittlere Unternehmen bestehen.